# Jean-Georges de Saxe-Weissenfels
Jean-Georges, né le 13 juillet 1677 à Halle et mort le 16 mars 1712 à Weißenfels, est duc de Saxe-Weissenfels de 1697 à sa mort.

## Famille
Fils du duc Jean-Adolphe Ier et de Jeanne-Madeleine de Saxe-Altenbourg, Jean-Georges épouse Frédérique-Élisabeth de Saxe-Eisenach (fille du duc Jean-Georges Ier de Saxe-Eisenach) le 7 janvier 1698 à Iéna. Ils ont six enfants :
- Frédérique-Élisabeth (1701-1706) ;
- Jean-Georges (1702-1703) ;
- Jeannette Wilhelmine (1704-1704) ;
- Jeannette Amélie (1705-1706) ;
- Jeanne-Madeleine de Saxe-Weissenfels (1708-1760), épouse en 1730 Ferdinand Kettler (1655-1737) ;
- Frédérique-Amélie (1712-1714).

Comme il ne laisse pas de fils pouvant lui succéder, c'est son frère cadet Christian qui devient duc de Saxe-Weissenfels à sa mort.